# Semestre
Um semestre é o período de tempo levado pela Terra para ir de uma extremidade a outra do diâmetro da órbita,[carece de fontes?] compreendendo um período de seis meses. Dois semestres formam um ano.
Em um ano tem-se: 
- 1º semestre: de 1 de janeiro a 30 de junho
- 2º semestre: de 1 de julho a 31 de dezembro.